# Sudor

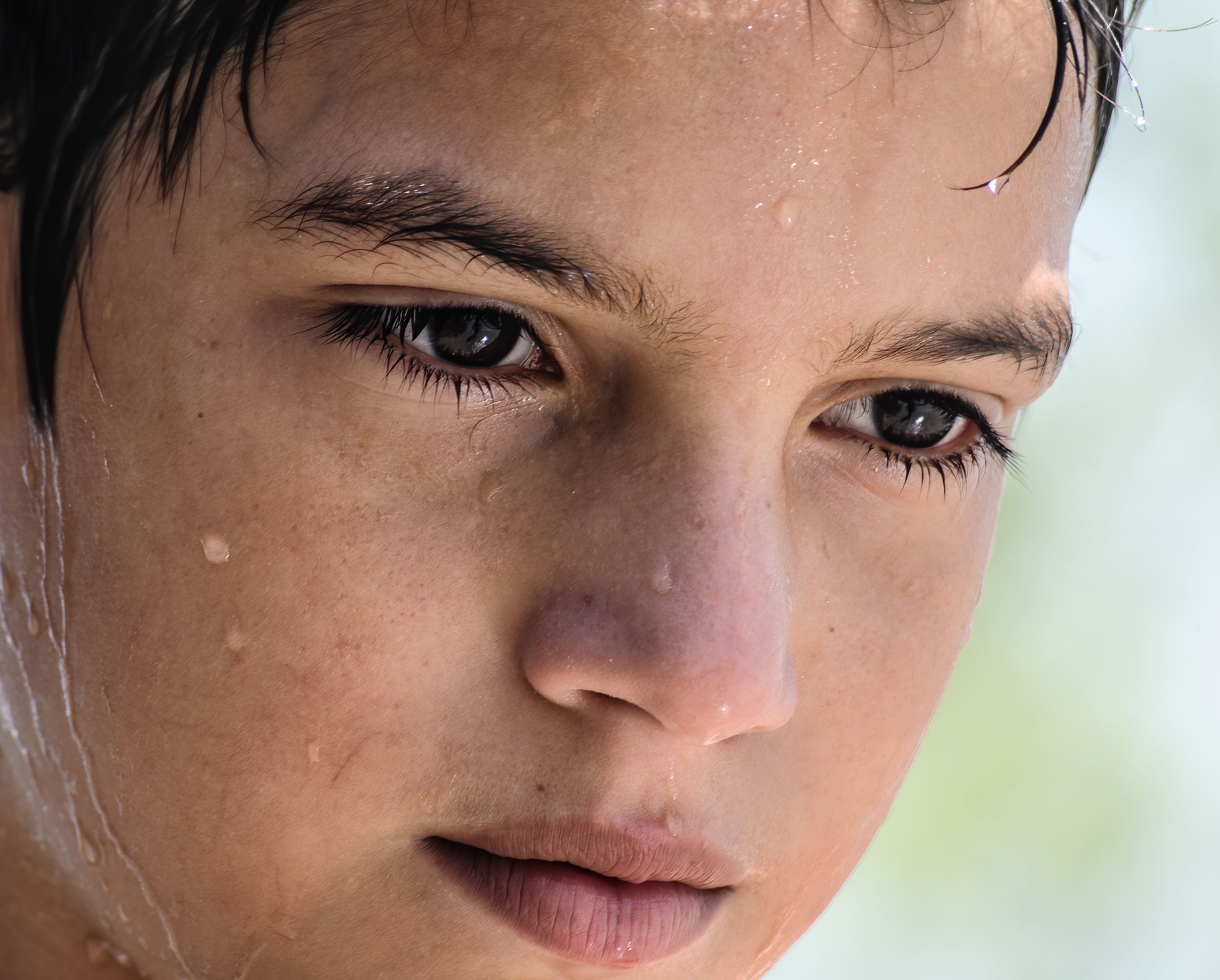
Sudor en la piel de la cara de un niño.

El sudor es un líquido secretado por las glándulas sudoríparas como un medio de refrigeración corporal conocido como transpiración y médicamente como diaforesis, cuando es excesiva. El sudor también puede ser causado por una respuesta física a la estimulación y el miedo, ya que estos estímulos aumentan la excitación que el sistema nervioso simpático ejerce sobre la función sudomotora y, por ende, las glándulas sudoríparas.

## Sudoración humana
En los seres humanos, la sudoración es principalmente un medio para la regulación térmica. Una temperatura ambiente alta, ejercicio físico intenso, el exceso de peso corporal o incluso comer alimentos picantes, pueden aumentar la sudoración. Su composición es principalmente agua con pequeñas cantidades de minerales —sodio, potasio, calcio y magnesio—, ácido láctico y urea.
Según las regiones afectadas por la transpiración, se distinguen: sudoración palmar, sudoración axilar y sudoración facial —un fenómeno asociado a la sudoración facial es el «rubor facial», que consiste en el enrojecimiento del rostro—.
Los casos de sudoración excesiva pueden deberse a muchas causas, desde una temperatura corporal alta a un trastorno del sistema nervioso como la hiperhidrosis. En ocasiones la sudoración excesiva y los sudores fríos pueden ser síntomas, habitualmente junto con otros como la fiebre, de alguna enfermedad vírica —como la gripe—, de alguna enfermedad infecciosa o patologías más graves como la leucemia linfática crónica.

## Hiperhidrosis
La hiperhidrosis es un trastorno que consiste en un exceso de sudor que se produce por fallo de nuestro sistema nervioso autónomo —simpático—, originando que nuestro organismo produzca más sudor del que necesita para regular la temperatura corporal. Esta alteración suele iniciarse en la infancia o la pubertad y normalmente dura toda la vida. Puede tener un componente hereditario. Se puede distinguir «hiperhidrosis primaria» e «hiperhidrosis secundaria»: la primera puede iniciarse en cualquier momento de la vida; la segunda, puede deberse a trastornos de la glándula tiroidea o pituitaria, diabetes mellitus, tumores, menopausia o ciertos fármacos. Se estima que el 1 % de la población padece hiperhidrosis primaria; afecta de igual manera a hombres y mujeres.
La hiperhidrosis tiene una repercusión importante sobre la calidad de vida de quienes la padecen, ya que la transpiración se presenta independientemente de la temperatura y del estado emocional. A pesar de las dificultades que supone desde la manipulación de objetos hasta saludar dando la mano, se puede convivir con ella. Sin embargo, a menudo puede causar estrés emocional, debido al rechazo laboral, social y personal que pueden experimentar quienes la padecen.

## Tratamiento
- Solución de cloruro de aluminio (hexahidratado). Consiste en la aplicación de soluciones antitranspirantes con mayor concentración de cloruro de aluminio. Puede resultar efectivo solo para hiperhidrosis axilar.
- Toxina botulínica tipo A: se inyecta en las glándulas sudoríparas bloqueando su funcionamiento.
- Iontoforesis. Consiste en pasar una corriente eléctrica de bajo voltaje por agua o almohadillas humedecidas, la cual hace que proteínas superficiales de la piel se coagulen y bloqueen parcialmente los conductos sudoríparos.
- Medicación oral. Las tabletas de glicopirrolato (su nombre comercial es Robinul), de oxibutinina (Ditropan) y de clonidina (Dixarit) pueden ayudar a combatir este trastorno.
- Resección quirúrgica toracoscópica de la cadena ganglionar simpática para la hiperhidrosis axilar y palmar[1]

## Hipohidrosis o anhidrosis
La hipohidrosis es un trastorno que consiste en una producción insuficiente o incluso nula de sudor, debido a quemaduras, radiación, infecciones, inflamación o lesiones o afecciones de la piel, de los nervios, del tejido conjuntivo o de las glándulas sudoríparas, o incluso por el uso de algunos medicamentos; también puede tener un origen congénito.